# Heinrich von Attems-Petzenstein

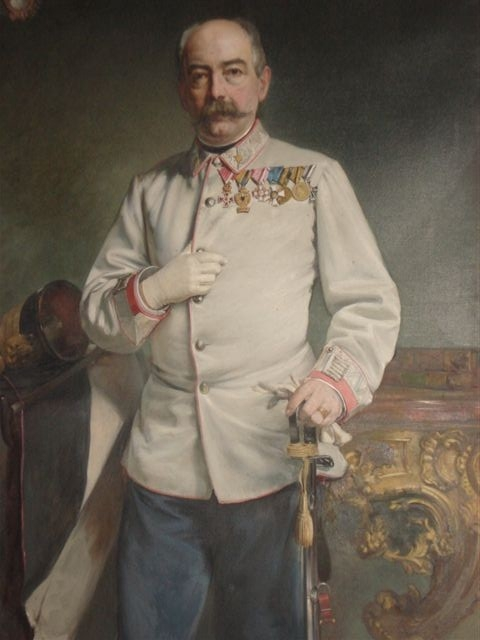
Heinrich Karl Michael Graf von Attems-Petzenstein

Graf Heinrich Karl Michael von Attems-Petzenstein (* 28. November 1834 in St. Florian; † 11. August 1909 in Graz) war ein österreichischer Offizier und Pomologe.

## Leben
Heinrich Karl Michael Graf von Attems-Petzenstein wurde 1834 als Sohn von Karl Bernhard Michael Graf Attems-Petzenstein (1809–1849) und Orsolina Gogoli (1812–1863) geboren und heiratete am 8. Mai 1866 Thekla v. Schmidt-Pauli, Tochter d. Ghzgl. oldenb. Gen.Konsuls Theodor v. Schmidt-Pauli. Er meldete sich mit 16. Jahren freiwillig als Kadett. Er kämpfte 1859 bei der Schlacht von Magenta und der Schlacht von Solferino, 1864 als Hauptmann im Infanterieregiment Nr. 6 in Dänemark und 1866 bei der Schlacht bei Königgrätz. Infolge seiner Verwundung (Gewehrschuss durch die Kniescheibe) im Deutschen Krieg als Bataillons-Kommandant  des  k. u. k. Infanterie-Regiments Nr. 6 wurde er 1866 im Range k. u. k. Major a. D. pensioniert. Er förderte die steirische Obstzucht und das Universalmuseum Joanneum. Er war Mitglied des naturwissenschaftlichen Vereines für die Steiermark. 1875 nahm er an der von Friedrich Nobbe geleiteten 1. Sitzung der Direktoren von Samenkulturstationen teil. Heinrich Graf Attems war Besitzer und Gründer der Samenculturstation in St. Peter bei Graz in der auch Sojabohnen getestet wurden. Er schreibt an Friedrich Haberlandt: „Im Ganzen ist auch die diesjährige Kultur sehr gelungen und“ ich halte „nun die Soja für gesichert und zähle sie zu unseren besten Nutzpflanzen“.
Sein ältester Sohn ist der Zoologe Carl von Attems-Petzenstein.
Seine Korrespondenz mit Carl Schnorr von Carolsfeld ist in der Sächsischen Landesbibliothek erhalten.

## Schriften
- Graf H. Attems’sche Samenkulturstation St. Peter bei Graz, Culturversuch mit Soja hispida. In: Wiener Landwirthschaftliche Zeitung 48/26 (1876), S. 552–553.
- Gräfliche H. Attems’sche Gemüsebau- und Samenkulturstation in St. Peter bei Graz, Zweiter Culturversuch mit der chinesischen Ölbohne in St. Peter bei Graz. In: Wiener Landwirthschaftliche Zeitung 49/27 (1877), S. 557.
- Die Österreichische allgemeine Handwerkerschule, 1885.
- Österreichs Obstbau, 1899.
- Österreichs Obstbau auf der Welt-Ausstellung zu Paris 1900 – La culture fruitière austrichienne à l'Exposition universelle de Paris 1900.

## Auszeichnungen
- Österreichisches Militärverdienstkreuz mit der Kriegsdekoration am 30. Mai 1864